# 同居三人組
《同居三人組》（英語：When the Sun Shines）是香港電視廣播有限公司拍攝製作的時裝處境劇集，於1990年7月10日-1991年3月30日首播，全劇共150集，監製徐正康。由郭晉安、李克勤 、梁佩瑚、李國麟、商天娥、李家聲、張鳳妮、黃寶欣等主演。
此劇於1992年11月下午3:15-3:45，2000、2002年、和2010年6月21日起逢星期一至六06:00-06:25在翡翠台重播，2012年在TVB經典台重播。

## 演員表

### 主要演員
- 郭晉安 飾 田繼安
- 李克勤 飾 戴日歡（第20-40集及140集之後）
- 梁佩瑚 飾 程安佩
- 李國麟 飾 胡志勇（西瓜波）
- 商天娥 飾 周連貴（Queenie）
- 李家聲 飾 周連富
- 張鳳妮 飾 蔡妙玲（Ling Ling）
- 黃寶欣 飾 胡志敢（𡃁仔/Daisy）
- 羅　蘭 飾 張金順 （勇媽、胡師奶）
- 曾近榮 飾 周家旺（Bobby）

### 客串演出
- 劉嘉玲 飾 林安琪（91至94集）
- 吳鎭宇 飾 Mark （林安琪之丈夫 94集)
- 林憶蓮 飾 劉綺君（得意妹 95至98集）
- 林穎嫻 飾 Michelle（第23-24集）
- 曾航生 飾 Sam
- 關禮傑
- 黎　姿

### 其他演員
- 關朝聰 飾 萬福全（第13-72集）
- 黎海珊 飾 吳玉珠（妹珠/大澳珠 第1-74集）
- 陳曼娜 飾 李秀麗（麗姨）
- 梁舜燕 飾 張銀順
- 羅國維 飾 田一波
- 謝月美 飾 程李滿（程師奶 程安佩之母親）
- 黃愷欣 飾 胡志雯（Mandy 胡志勇之姊姊）
- 劉兆璋 飾 美姍（程安佩之表姐）
- 梅　蘭 飾 馬太
- 廖麗麗 飾 張師奶
- 溫雙燕 飾 朱師奶
- 黃一飛 飾 周家潤（戴日歡之姐夫，周家旺之堂兄弟）
- 石　云 飾 泉叔
- 余慕蓮 飾 泉嬸
- 梁　愛 飾 容姐
- 譚一清 飾 吳秋蜆（萬福全之舅父）
- 林尚武 飾 萬國定（萬福全之父親）
- 凌　漢 飾 陳伯
- 鄧煜榮 飾 劉東揚/近藤太郎
- 黃文標 飾 朱　強
- 鄭維嘉 飾 Janet
- 梁樂兒 飾 Diana
- 梁健平 飾 楊繼祖（Joe）
- 廖見玲 飾 Rita
- 承　恩 飾 蒲先生（恆譽企業高層/劉東揚之上司）
- 鄧汝超 飾 陳超
- 曾慧雲 飾 藍小嬌
- 麥子雲 飾 魯仁杰
- 吳博君 飾 李正元 （大三元）
- 蔡　雲 飾 劉長發 （劉Sir 胡志勇的上司）
- 麥皓為 飾 鍾紀添（周連富之上司）
- 李桂英 飾 Jenny （蔡妙玲之同事）
- 張鴻昌 飾 Pierre
- 范玉玲 飾 Connie （胡志敢之同學）
- 羅雪玲 飾 Ann （胡志敢之同學）
- 蕭汝清 飾 Betty （胡志敢之同學）
- 亦　羚 飾 高敏（胡志敢之中學老師）
- 歐陽莎菲 飾 Sister Maria

- 田　青 飾 馬富豪（Michelle之父親 第23-24集）（劉子恆/Bayan 周家旺之中學同學 第126集）
- 胡　楓 飾 康叔（劉綺君之父親）
- 劉超凡 飾 劉老總（劉綺君之上司）
- 黎　姿 飾 區　敏（周連富的表妹，於第103-106集客串）
- 周文健 飾 牛小樂（區敏之未婚夫）
- 吳婉芳 飾 李瑞芳（May 程安佩之表妹 116-119集）
- 陳啟泰 飾 高峰 （Raymond 116,118,119,135集)
- 宗　揚 飾 Tommy Chan （田繼安之同事 第33集）
- 胡櫻汶 飾 劉清汝 （Crystal 劉長發之女兒第110集）
- 郭德信 飾 余牛（張金順之舊朋友 第51集）
- 駱應鈞 飾 黃森明（Samuel 周連貴之前夫 第136集）
- 王維德 飾 Ronald（胡志敢之補習老師 第53集）
- 夏　萍 飾 萍姐（魔鬼女傭 第14集）
- 羅君左 飾 周查理（第54集）
- 湘　漪 飾 陳嘉雯（Carman 周家旺之中學同學 第126集)
- 林文森 飾 59集-晶晶 115集-Rebecca
- 程思俊 飾 陳超（斯文超 第122集）
- 廖見玲 飾 Lisa（第61集）
- 李子奇 飾 張經理（第102集）
- 葉天成 飾 四眼仔（第37-39集）
- 黃瑋琳 飾 新警員（第一集）德仔（靚湯店侍應生）
- 侯尉雲 飾 Eva（第76集）
- 潘嘉德 飾 Huston（第120集）
- 鄭少萍 飾 59集-周太 121集-好姐
- 馬海倫 飾 蔡妙玲之表姑姐（第76集）
- 談泉慶 飾 蔡妙玲之表姑丈（第76集）談Sir（胡志勇的上司第135集起）
- 趙學而 飾 May （第127,131集）
- 郭政鴻 飾 Thomas （第19集）
- 潘文柏 飾 Paul（第19集）
- 陳寶華 飾
- 梁小冰 飾 何敏儀（Mandy 第146-150集）
- 胡曼音 飾 何美儀（第146-150集）
- 黃宗賜 飾 蕭斌（三人組壽司店員工）
- 林家棟 飾 115集-David
- 河國榮 飾 43集-鬼佬上司 115集-Martin 134集-Charles/警察 140集起-尼古丁/James/恆譽企業副總經理
- 虞天偉 飾 第4集-日本人 61集-Peter 122集-方先生
- 潘震偉 飾 76集-許晉彬 114集-社區中心主任
- 陳榮峻 飾 李有財（Ricky 第133集）
- 甘國衛 飾 材（第144-146集）
- 鍾澍佳 飾 劉細蘇
- 徐正康 飾 劉嬌嬌
- 李顯明 飾 猥瑣男人（第3集）

## 每集內容
| 集數 | 主題名稱                   | 編劇   | 編導   | 故事主人翁                                                     |
| 01   | 他來自大澳                 | 陳寶華 | 李翰韜 | 田繼安、村民                                                   |
| 02   | 香港兩頭家                 | 陳寶華 | 李翰韜 | 田繼安、李秀麗                                                 |
| 03   | 老表，你好嘢！             | 黃浩華 | 李翰韜 | 田繼安、胡志勇、蔡妙玲、張金順                                 |
| 04   | 人靠衣裝？                 | 黃浩華 | 李翰韜 | 田繼安、胡志勇、李秀麗、張金順                                 |
| 05   | 大澳之"珠"                 | 章美英 | 香立行 | 吳玉珠、田繼安、胡志勇、劉東揚、 張金順、Diana                 |
| 06   | 要錢要臉                   | 關靜雯 | 香立行 | 胡志勇                                                         |
| 07   | 何必偏偏選中我             | 譚安健 | 香立行 | 田繼安                                                         |
| 08   | 大話夾好彩                 | 陳兆祥 | 香立行 | 胡志敢、胡志勇、高敏、蔡妙玲                                   |
| 09   | 表妹心事得我知             | 葉天成 | 林婉樺 | 胡志敢、田繼安、李秀麗                                         |
| 10   | 打開天窗說夢話             | 湯健萍 | 林婉樺 | 胡志敢、胡志勇                                                 |
| 11   | 知『珠』女之煩             | 劉思穎 | 林婉樺 | 胡志勇、蔡妙玲、吳玉珠                                         |
| 12   | 誰又欠了誰                 | 蒲錦洪 | 林婉樺 | 蔡妙玲、張金順、胡志勇、Judy                                   |
| 13   | 我愛大哥大                 | 馮健新 | 李樹芬 | 田繼安、胡志勇、周連富、李秀麗                                 |
| 14   | 魔鬼女傭                   | 黃浩華 | 李樹芬 | 萍姐、周連富、周家旺                                           |
| 15   | 中正六合彩                 | 關靜雯 | 李樹芬 | 周連富、周家旺、胡志敢、張金順、 蔡妙玲、胡志勇                |
| 16   | 家居『安』『全』           | 陳兆祥 | 李樹芬 | 田繼安、萬福全、周連富                                         |
| 17   | 細屋大屋一鑊粥             | 譚安健 | 李翰韜 | 張金順、胡志敢、胡志勇、程李滿、 胡家                          |
| 18   | 穿梭夢美人                 | 葉天成 | 李翰韜 | 胡志勇、田繼安、程安珮                                         |
| 19   | 誰明小子心                 | 馮健新 | 李翰韜 | 田繼安、程安珮、胡志勇、周連富、 程李滿                        |
| 20   | 相識靠緣份                 | 劉思穎 | 李翰韜 | 李秀麗、田繼安、程安珮、田一波、 Judy                          |
| 21   | 他來自江湖？               | 湯健萍 | 譚禮賢 | 周家旺、周家潤、戴日歡、田繼安、 程安珮                        |
| 22   | 要知道佢在想阿歡           | 蒲錦洪 | 譚禮賢 | 田繼安、戴日歡、程安珮                                         |
| 23   | 難得有情人                 | 章美英 | 譚禮賢 | 程安珮、戴日歡、Michelle                                       |
| 24   | 無言的結局                 | 關靜雯 | 譚禮賢 | Michelle、戴日歡、程安珮、 周連富                              |
| 25   | 兩男一女得個嬲             | 陳兆祥 | 香立行 | 周連富、胡志勇                                                 |
| 26   | 阿貴回歸                   | 譚安健 | 香立行 | 周連貴、周家旺、戴日歡                                         |
| 27   | 茶煲家姐                   | 葉天成 | 香立行 | 周連貴、張金順、戴日歡                                         |
| 28   | 阿安老婆                   | 劉思穎 | 香立行 | 田繼安、胡志勇、戴日歡                                         |
| 29   | 小生怕怕                   | 譚安健 | 林婉樺 | 田繼安、胡志勇、戴日歡、周連富、 蔡妙玲                        |
| 30   | 同父『二』母               | 章美英 | 林婉樺 | 李秀麗、田繼安、張銀順                                         |
| 31   | 天生虛榮難自棄             | 關靜雯 | 林婉樺 | 萬福全、戴日歡、蔡妙玲                                         |
| 32   | 施比受更有福？             | 湯健萍 | 林婉樺 | 周連貴、田繼安、戴日歡、程安珮                                 |
| 33   | 至尊情性                   | 方慧兒 | 李樹芬 | Tommy、田繼安、戴日歡、程安珮                                  |
| 34   | 唔駛搵嘞！貴               | 陳兆祥 | 李樹芬 | 周連貴、周連富、田繼安                                         |
| 35   | 自自在在做自我             | 葉天成 | 李樹芬 | 胡家、田繼安、胡志勇、戴日歡、 蔡妙玲                          |
| 36   | 聾的傳人                   | 劉思穎 | 李樹芬 | 陳伯、程李滿                                                   |
| 37   | 不『基』的歡               | 湯健萍 | 李翰韜 | 戴日歡、劉東揚、周連貴                                         |
| 38   | 說謊的男人                 | 章美英 | 李翰韜 | 田繼安、戴日歡、程安珮                                         |
| 39   | 一場遊戲一場夢             | 關靜雯 | 李翰韜 | 程安珮、戴日歡、田繼安、胡志敢、 四眼仔                        |
| 40   | 忍着淚說『GOOD-BYE』       | 譚安健 | 李翰韜 | 程安珮、戴日歡、周家潤、田繼安、 周家旺                        |
| 41   | 想穿皮草的女人             | 方慧兒 | 譚禮賢 | 胡志勇、蔡妙玲、周連富                                         |
| 42   | 氹番阿貴 代價好貴          | 曾廣平 | 譚禮賢 | 周連貴、周連富、田繼安、胡志勇                                 |
| 43   | 全來全去                   | 葉天成 | 譚禮賢 | 周連富、萬福全                                                 |
| 44   | 安仔你好                   | 湯健萍 | 譚禮賢 | 胡家、田繼安、胡志敢、蔡妙玲                                   |
| 45   | 打機風雲                   | 溫龍華 | 譚禮賢 | 胡志敢、田一波、李秀麗                                         |
| 46   | 順得玲時失敢意             | 譚安健 | 林婉樺 | 胡志敢、胡志勇、蔡妙玲                                         |
| 47   | 旺『剩』生命知多少？       | 葉天成 | 林婉樺 | 周家旺                                                         |
| 48   | 一車二主七人行             | 關靜雯 | 林婉樺 | 蔡妙玲、胡志勇、周連富                                         |
| 49   | 誰來愛阿貴                 | 吳克忠 | 林婉樺 | 胡志勇、周連貴                                                 |
| 50   | 珠女情懷總是空             | 方慧兒 | 林婉樺 | 胡家、吳玉珠、田繼安、萬福全                                   |
| 51   | 媽子的情人                 | 譚安健 | 香立行 | 張金順、余牛、周家旺                                           |
| 52   | 錯點鴛鴦                   | 葉天成 | 香立行 | 程安珮、程李滿                                                 |
| 53   | 找不到藉口                 | 冼翠貞 | 香立行 | 胡志敢、Ronald                                                 |
| 54   | 花仔情狂                   | 楊松柏 | 香立行 | 周查理、程安珮、程李滿                                         |
| 55   | 深水石斑                   | 張恩平 | 區德輝 | 田繼安、胡志敢、胡志勇、程安珮、 蔡妙玲                        |
| 56   | 禍徒口出                   | 鄧特希 | 區德輝 | 萬福全、周連富、胡志勇、蔡妙玲                                 |
| 57   | 金蘭姐妹                   | 章美英 | 鍾澍佳 | 程李滿、張金順                                                 |
| 58   | 前門有路你不走             | 關靜雯 | 鍾澍佳 | 田繼安、胡志勇、周連富                                         |
| 59   | 假如我是周連富             | 冼翠貞 | 鍾澍佳 | 萬福全、晶晶、周連富                                           |
| 60   | 金的啟示                   | 楊松柏 | 鍾澍佳 | 胡志勇、張金順、蔡妙玲、程李滿、 田繼安                        |
| 61   | 一場歡喜一場空             | 章美英 | 田迪桁 | 周連富、Lisa、周連貴、周家旺、 萬福全                          |
| 62   | 男人的尊嚴                 | 梁詠梅 | 田迪桁 | 胡志勇、胡志敢、蔡妙玲                                         |
| 63   | 老細無情情                 | 張恩平 | 田迪桁 | 周連貴、劉東陽                                                 |
| 64   | 『珠』咁蠢！？             | 冼翠華 | 田迪桁 | 吳玉珠、田繼安、程安珮、胡志勇、 蔡妙玲                        |
| 65   | 有愛滋無油脂               | 方慧兒 | 田迪桁 | 周家旺、胡志勇                                                 |
| 66   | 我家姐唔係女人             | 陳寶華 | 賴建國 | 蔡妙玲、胡志勇、田繼安、周連貴、 周連富                        |
| 67   | 兩屋兩妻                   | 邵麗瓊 | 賴建國 | 張銀順、李秀麗、田一波                                         |
| 68   | 同居之難                   | 湯健萍 | 賴建國 | 張銀順、周連富、胡志勇                                         |
| 69   | 我至欣賞的『銀』           | 呂婉儀 | 賴建國 | 張銀順、李秀麗、田一波                                         |
| 70   | 再見姨媽                   | 莫淑娥 | 賴建國 | 張銀順、李秀麗、田一波、張金順                                 |
| 71   | 愛你變成害你               | 彭濟才 | 賴建國 | 程安佩、胡志敢、程李滿                                         |
| 72   | 得來『全』不費工夫         | 冼翠貞 | 黃偉聲 | 萬福全、萬國定                                                 |
| 73   | 珠珠估不到                 | 楊松柏 | 黃偉聲 | 吳玉珠、田繼安                                                 |
| 74   | 珠珠也移民                 | 章美英 | 黃偉聲 | 吳玉珠、田繼安                                                 |
| 75   | 亞銀心難摸真               | 關靜雯 | 黃偉聲 | 張銀順、李秀麗、田一波                                         |
| 76   | 錯在虛榮                   | 章美英 | 區德輝 | 蔡妙玲、胡志勇、Eva                                            |
| 77   | 完全明白                   | 張恩平 | 區德輝 | Helen Ma、田繼安、周連貴、 朱强                                |
| 78   | 邊志在吖                   | 湯健萍 | 區德輝 | 周家旺、胡志勇                                                 |
| 79   | 馴悍記                     | 冼翠貞 | 區德輝 | 胡志勇、蔡妙玲、周連富、胡志敢                                 |
| 80   | 周家一家親                 | 方慧兒 | 區德輝 | 周連貴、周連富、周家旺                                         |
| 81   | 玲玲瞞勇轉工去             | 張恩平 | 潘嘉德 | 胡志勇、蔡妙玲、周連貴、 Pierre                                |
| 82   | 難為了阿貴                 | 湯健萍 | 潘嘉德 | 胡志勇、蔡妙玲、周連貴、 Pierre                                |
| 83   | 邊個夠我高                 | 呂婉儀 | 潘嘉德 | 田繼安、周連貴、劉東揚、朱強、 楊繼祖、Janet、Diana            |
| 84   | 夜半無人夢遊時             | 冼翠貞 | 潘嘉德 | 周連貴、周連富、周家旺                                         |
| 85   | 快樂老實人                 | 楊松柏 | 潘嘉德 | 田繼安、程安佩                                                 |
| 86   | 護花使者                   | 冼翠貞 | 黃偉森 | 田繼安、程安佩、朱強、楊繼祖                                   |
| 87   | 孽緣                       | 章美英 | 黃偉森 | 周連富、劉兆璋、周連貴、程安佩、 田繼安                        |
| 88   | 愛是這樣傻                 | 方慧兒 | 黃偉森 | 胡志勇、蔡妙玲、周連貴                                         |
| 89   | 別戀                       | 呂婉儀 | 黃偉森 | 胡志勇、蔡妙玲、周連貴                                         |
| 90   | 幾分傷心幾分黐             | 譚安健 | 黃偉森 | 胡志勇、周連貴                                                 |
| 91   | 同居俏佳人                 | 方慧兒 | 黃偉聲 | 林安琪、胡志勇、周連貴、周連富                                 |
| 92   | 又是寃家                   | 冼翠貞 | 黃偉聲 | 林安琪、胡志勇、周連貴                                         |
| 93   | 一吻定初情                 | 譚安健 | 黃偉聲 | 林安琪、胡志勇、周連貴                                         |
| 94   | 『琪』逢敵手               | 呂婉儀 | 黃偉聲 | 林安琪、胡志勇、周連貴                                         |
| 95   | 夜校風雲                   | 張恩平 | 黃偉聲 | 劉綺君、田繼安、程安佩                                         |
| 96   | 我本善良                   | 章美英 | 楊天明 | 劉綺君、田繼安、程安佩                                         |
| 97   | 前麈                       | 冼翠貞 | 楊天明 | 劉綺君、田繼安、程安佩                                         |
| 98   | 聖誕快樂                   | 呂婉儀 | 楊天明 | 劉綺君、田繼安、程安佩                                         |
| 99   | 我的名字叫田太             | 譚安健 | 楊天明 | 張銀順、李秀麗、田一波、張金順                                 |
| 100  | 我為『雀』狂               | 章美英 | 楊天明 | 張金順、程李滿、馬太                                           |
| 101  | 還我本色                   | 方慧兒 | 鍾澍佳 | 胡志敢、Sam                                                    |
| 102  | 前途在安手                 | 張恩平 | 鍾澍佳 | 田繼安、朱强、張經理                                           |
| 103  | 表妹妳好嘢                 | 譚安健 | 鍾澍佳 | 區敏、周連富                                                   |
| 104  | 富仔的肥皂泡               | 呂婉儀 | 鍾澍佳 | 區敏、周連富                                                   |
| 105  | 我愛『樂』富               | 章美英 | 鍾澍佳 | 區敏、周連富、牛小樂                                           |
| 106  | 小風波·大團圓              | 冼翠貞 | 黃偉森 | 區敏、周連富、牛小樂                                           |
| 107  | 八在屋村的季節             | 張恩平 | 黃偉森 | 周家旺、張金順、程李滿、馬太                                   |
| 108  | 阿貴黐咗線                 | 方慧兒 | 黃偉森 | 周連貴、胡志勇                                                 |
| 109  | 公司三文治                 | 呂婉儀 | 黃偉森 | 田繼安、朱強、劉東揚、周連貴、 楊繼祖、Janet、Diana            |
| 110  | 痴情意外                   | 譚安健 | 黃偉森 | 劉清汝、胡志勇、劉長發                                         |
| 111  | 『𡃁仔』威爆『咪』         | 方慧兒 | 黃偉聲 | 胡志敢、Sam                                                    |
| 112  | 世上只有家姐好             | 冼翠貞 | 黃偉聲 | 周連富、周連貴、Janet                                          |
| 113  | 逝去的諾言                 | 張恩平 | 黃偉聲 | 胡志勇、周連貴                                                 |
| 114  | 人生何時當主角             | 章美英 | 黃偉聲 | 周連貴、田繼安、張銀順、張金順、 周家旺、泉叔、泉嬸            |
| 115  | 女大當差                   | 張恩平 | 黃偉聲 | 程安佩、田繼安、程李滿                                         |
| 116  | 愛是無情                   | 黃健亮 | 楊天明 | 李瑞芳、田繼安、程安佩、高峰                                   |
| 117  | 水鄉情                     | 冼翠貞 | 楊天明 | 李瑞芳、田繼安、程安佩                                         |
| 118  | 相愛沒緣份                 | 譚安健 | 楊天明 | 李瑞芳、田繼安、程安佩、高峰                                   |
| 119  | 為你鍾情                   | 呂婉儀 | 楊天明 | 李瑞芳、田繼安、程安佩、高峰                                   |
| 120  | 滿懷心事                   | 章美英 | 楊天明 | 程李滿、程安珮、田繼安、Huston                                 |
| 121  | 股票風雲                   | 方慧兒 | 林婉樺 | 張銀順、李秀麗、好姐                                           |
| 122  | 之唔係小電影               | 呂婉儀 | 林婉樺 | 周連富、陳超                                                   |
| 123  | 遮的替身                   | 章美英 | 林婉樺 | 周連貴、胡志勇                                                 |
| 124  | 一波三妾                   | 譚安健 | 林婉樺 | 田一波、張銀順、李秀麗                                         |
| 125  | 美麗的誤會                 | 張恩平 | 黃偉森 | 胡志敢、Sam、胡志勇                                            |
| 126  | 勁舞 Dancing Boy           | 方慧兒 | 林婉樺 | 周家旺、Carman、Bayan                                          |
| 127  | 一對寂寞的心               | 冼翠貞 | 黃偉森 | 胡志勇、周連貴、周連富                                         |
| 128  | 財氣廹人                   | 黃健亮 | 黃偉森 | 張金順、程李滿、胡志敢、胡志勇、 田繼安                        |
| 129  | 蝦餃的選擇                 | 章美英 | 黃偉森 | 胡志勇、周連貴                                                 |
| 130  | 阿姐駕到                   | 方慧兒 | 黃偉森 | 胡志雯、周連貴                                                 |
| 131  | 事無不可對人言             | 呂婉儀 | 黃偉聲 | 胡志雯、周連貴                                                 |
| 132  | 絲巾夢裹人                 | 冼翠貞 | 黃偉聲 | 周連貴、胡志勇、胡志雯                                         |
| 133  | 鑽石王老五                 | 譚安健 | 黃偉聲 | 周連貴、胡志勇、李有財、胡志雯、 Janet                         |
| 134  | 女警出更                   | 冼翠貞 | 黃偉聲 | 程安珮、田繼安                                                 |
| 135  | 安的疑惑                   | 呂婉儀 | 楊天明 | 田繼安、程安佩                                                 |
| 136  | 你『Oh Gay』!我『No Gay』! | 黃健亮 | 黃偉聲 | 黃森明、周連貴、胡志勇                                         |
| 137  | 回頭我也不要她             | 譚安健 | 楊天明 | 周連貴、胡志勇、蔡妙玲                                         |
| 138  | 特別我愛 給特別的貴        | 方慧兒 | 楊天明 | 周連貴、胡志勇、蔡妙玲、胡志雯                                 |
| 139  | 做個真的漢子               | 張恩平 | 楊天明 | 胡志勇、周連貴                                                 |
| 140  | 打工一族                   | 章美英 | 楊天明 | 劉東揚、田繼安、尼古丁、朱強、 周連貴、楊繼祖、Janet、Rita     |
| 141  | 痴心的一句                 | 張恩平 | 林婉樺 | 田繼安、程安佩、戴日歡                                         |
| 142  | 辦公室政治                 | 黃健亮 | 林婉樺 | 田繼安、程安佩、戴日歡、周連富、 尼古丁                        |
| 143  | 手足情未了                 | 冼翠貞 | 林婉樺 | 田繼安、程安佩、戴日歡、周連富、 尼古丁、Janet                 |
| 144  | 噹DUM 男兒                 | 張恩平 | 林婉樺 | 田繼安、胡志勇、周連富、戴日歡、 李正元                        |
| 145  | 私己勿語                   | 方慧兒 | 林婉樺 | 田繼安、胡志勇、周連富                                         |
| 146  | 開業大吉                   | 方慧兒 | 羅鎮岳 | 田繼安、胡志勇、周連富、戴日歡、 程安佩                        |
| 147  | 再闖新世界                 | 冼翠貞 | 羅鎮岳 | 戴日歡、何敏儀、蕭斌、周連富                                   |
| 148  | 花月佳期                   | 黃健亮 | 羅鎮岳 | 程安佩、田繼安、田一波、李秀麗、 胡志勇、周連貴、程李滿        |
| 149  | 玲玲也瘋狂                 | 章美英 | 羅鎮岳 | 胡志勇、蔡妙玲、周連貴                                         |
| 150  | 難得有情人                 | 譚安健 | 羅鎮岳 | 胡志勇、周連貴、田繼安、程安佩、戴日歡、何敏儀、周連富、蔡妙玲 |

## 軼事
- 此劇是林憶蓮唯一客串演出的無綫劇集。[1]
- 劇集名稱雖為《同居三人組》，但三位主角並沒有同居，據當年無綫節目《K-100》介紹，劇名意思其實是指「居於同一棟居屋的三個人」。
- 此劇是目前為止為關朝聰生前在無綫電視的最後一部主演的電視劇演出。

## 電視節目的變遷
| 香港 無綫電視翡翠台 清晨劇集時段 星期一至六 06:00—06:25 | 香港 無綫電視翡翠台 清晨劇集時段 星期一至六 06:00—06:25 | 香港 無綫電視翡翠台 清晨劇集時段 星期一至六 06:00—06:25 |
| ------------------------------------------------------- | ------------------------------------------------------- | ------------------------------------------------------- |
|                                                         | 同居三人組 （2010.06.21 — 2010.12.13）                  |                                                         |
| 妙人妙事 （2010.06.05 — 2010.06.19）                    | 人魚小姐 （2010.12.14 — 2011.10.25）                    |                                                         |

| 加拿大 新時代電視1台 星期一至五 13:50-14:20 | 加拿大 新時代電視1台 星期一至五 13:50-14:20 | 加拿大 新時代電視1台 星期一至五 13:50-14:20 |
| ------------------------------------------- | ------------------------------------------- | ------------------------------------------- |
|                                             | 同居三人組 （2015.12.22－2016.03.18）       |                                             |
| 同事三分親 （2014.7.29－2015.12.21）        | 愛生事家庭 （2016.03.21－2016.08.30）       |                                             |